# 流放
流放，又稱流刑、放逐，是一種強迫他人流亡的刑罰，古時世界各國都有這種刑罰，流放地通常是離島或極為偏遠的地方，使被流放的人難以返回原定居或活動之處。如大英帝國時常流放罪犯到澳大利亞、俄羅斯帝國則多將異議分子遷徙至西伯利亞，日本幕府將軍則多流放公卿、武士到北海道或佐渡島、隱岐島。中國，清初多流放罪人至東北盛京、寧古塔、尚陽堡，中葉以後則常常是伊犁或烏魯木齊。

## 中國歷史上的流罪
流放的記載很早，《尚書·堯典》稱：「流宥五刑」、「流共工于幽州，放驩兜于崇山，竄三苗于三危，殛鯀于羽山」。《尚書》又稱：“成湯伐桀，放於南巢”。秦朝之前， 流放的期限是12年到無期；南北朝時期改成了最長6年,分近中遠三種距離；唐朝以後縮短為3年（原犯反逆死罪除外）。宋朝以2年為基數，最多可罰至6年、女性可免(通常新帝即位犯小罪者可獲回中原)。
清初多流放罪人至東北盛京、寧古塔、尚陽堡，尤以漢人居多。順治十二年（1655年）以「寧古塔地遠嚴寒，至其地者九死一生」，改為「將遼東各地量其遠近，酌罪輕重，以為徙所。」但順治十四年（1657年）南闈科場案發，方拱乾舉家數十口判徙寧古塔。
流放是生死搏鬥的歷程，罪犯身心皆承受極大痛苦，多病死途中。清代刑律规定“限日行五十里，若三千里限二月；二千五百里限五十日；餘准是。”流人每天的食物，均由当地政府供给，犯人经常受到担负递解任务的解役兵丁肆意虐待，动辄遭受打骂。即便抵達戍所，貧苦、飢餓等一再威脅性命。吴兆骞在給其母的信中说：“宁古寒苦天下所无，自春初到四月中旬，大风如雷鸣电激咫尺皆迷，五月至七月阴雨接连，八月中旬即下大雪，九月初河水尽冻。雪才到地即成坚冰，一望千里皆茫茫白雪。”
但也有不少文士，天性樂觀，不以放逐為惡，在當地從事教育事業，如清初因通海案放逐至寧古塔的楊越，「伐木構室，壘土石為炕，出餘物易菽粟。民與習，乃教之讀書，明禮教，崇退讓，躬養老撫孤。」依《大清會典事例》，清初遣戍東北，有捐馬、修城、認工等放歸方式。

### 著名的流放地点
- 房陵郡/房州（今湖北十堰）：赵国末代国君赵幽缪王、唐高宗太子李忠、唐太宗女高阳公主、房玄龄之子房遗爱、唐中宗李显、唐殇帝李重茂、后周恭帝柴宗训、北汉后主刘继元、宋太祖三弟赵廷美曾被放逐于此。
- 黔州（今重庆彭水）：唐太宗太子李承乾、唐朝开国重臣长孙无忌、唐高宗太子燕王李忠、唐高祖之子霍王李元轨、唐太宗第十四子曹王李明曾被放逐于此。
- 朔方（今陕北、宁夏一带）：东汉经学家马融、文豪蔡邕曾被放逐于此。
- 交趾/交州（今越南北部）：公孙瓒年轻时的上司北平太守刘其、东吴大臣虞翻、张昭的次子张休、顾雍的孙子顾谭、王勃的父亲王福畤曾被放逐于此。东吴权臣孙綝被杀前曾乞求吴帝孙休允许自己免死流亡此地，西晋大臣石崇在被押赴东市处斩前亦曾一度以为自己将会被流放于此(褚遂良一家曾被發配愛州)。
- 海南岛：唐代名臣韩瑗、韦执谊、李德裕，宋代名臣卢多逊、丁谓、李纲、赵鼎，北宋文豪苏轼、南宋武将折彦质曾被放逐于此。
- 沙门岛（今长山列岛，属山东烟台）：北宋主要的罪犯流放地之一，《水浒传》中的卢俊义和裴宣曾被判决流放此地。
- 尚阳堡（已被水库淹没，遗址在今辽宁铁岭）：有明一代及清代早期主要的罪犯流放地之一，于谦的政治盟友华盖殿大学士陈循、明末清初著名文人左懋泰、《古今图书集成》总编翰林编修陈梦雷、研制连珠铳的翰林侍讲戴梓曾被放逐于此。康熙帝平定三藩之乱后，下令“凡附属吴三桂之滇人，悉配戍于尚阳堡。”
- 宁古塔（今黑龙江宁安）：清代前期主要的流放地之一。曾为渤海国的上京龙泉府，清朝在攻取新疆前设定其为罪犯流放地。郑芝龙全家以及清初文人张缙彦、吴兆骞、方拱等曾被放逐于此。
- 烏魯木齊（今新疆維吾爾自治區）：紀曉嵐曾被放逐于此，這段經歷亦成為了《閱微草堂筆記》的靈感來源。
- 伊犁（今新疆維吾爾自治區）：在班第、永常、兆惠攻下准噶尔汗國，將新疆納入清朝版圖後，也成流放的熱點。清代后期，許多重臣皆曾經被流放至此，如抗毒名臣林則徐。後來許多小說都有此地為流放的場景（如瓊瑤小說的《雪珂》、《還珠格格》等）。

## 世界历史上著名的流放地点
- 俄國的西伯利亞。
- 希腊帕特摩斯岛：在爱琴海上，使徒圣约翰曾被放逐于此。
- 日本北海道的網走。
- 日本佐渡岛：在新潟县西边的日本海上，顺德天皇和日莲曾被放逐于此。
- 日本鬼界島：歷史記載中位於九州南部的島嶼，1177年鹿谷陰謀事洩後，企圖推翻平家的藤原成經、平康賴、俊寬僧都曾被放逐於此。
- 日本的伊豆大島。
- 日本的隱岐島。
- 臺灣的綠島。
- 朝鲜王朝的济州岛、江華島。
- 法国圣玛格丽特岛：在戛纳海岸外的地中海上，“铁面人”曾被放逐于此。
- 法属圭亚那魔鬼岛：在南美洲东北角，“德雷福斯冤案”的主角德雷福斯大尉曾被放逐于此。
- 英屬圣赫勒拿岛：在南大西洋中，1815年拿破崙被流放到聖赫倫那島，他1821年死於島上。
- 英屬時期的澳大利亞和北美十三州。
- 南非罗本岛：在开普敦海岸外的泰普尔湾，曼德拉和祖马曾被放逐于此。
- 美国鹈鹕岛：在旧金山湾中，芝加哥黑帮头目艾尔·卡彭曾被放逐于此。
- 葡屬莫桑比克

## 延伸阅读
[在维基数据编辑]
 《欽定古今圖書集成·經濟彙編·祥刑典·流徙部》，出自陈梦雷《古今圖書集成》